# プリンヌクレオシダーゼ
プリンヌクレオシダーゼ(Purine nucleosidase、EC 3.2.2.1)は、以下の化学反応を触媒する酵素である。
プリンヌクレオシド + 水{\displaystyle \rightleftharpoons }D-リボース + プリン塩基
従って、この酵素は、プリンヌクレオシドと水の2つの基質、D-リボースとプリン塩基の2つの生成物を持つ。
この酵素は加水分解酵素、特にN-グリコシル化合物を分解するグリコシダーゼに分類される。系統名はプリン-ヌクレオシドリボヒドロラーゼ(purine-nucleoside ribohydrolase)である。ヌクレオシダーゼ、プリンβ-リボシダーゼ等と呼ばれることもある。プリンの代謝、またニコチン酸やニコチンアミドの代謝に関与している。